# Quist
Un quist és una bossa tancada amb una membrana pròpia que es desenvolupa anormalment en una cavitat o estructura del cos. Poden produir-se com a resultat d'un error en el desenvolupament embrionari durant l'embaràs. Tanmateix, de vegades apareixen de manera espontània sense causa aparent. Els quists poden ser perillosos sovint a causa dels efectes negatius que poden tenir sobre els teixits biològics. Poden contenir aire, fluixos o material semisòlid. Un pseudoquist no té membrana.
Un quist també pot ser un sac que tanqui un organisme durant un període de dormància, com és el cas de certs paràsits.
La fibrosi quística és un exemple de malaltia genètica on els quists es desenvolupen al teixit pulmonar i alliberen mucus als pulmons, fet que redueix la capacitat pulmonar i provoca tos crònica.
Alguns quists són neoplàstics i, per tant, s'anomenen neoplàsies quístiques. Molts tipus de quists no són neoplàstics; alguns són displàstics o metaplàstics. Els pseudoquists són similars als quists ja que tenen un sac ple de fluid, però no tenen un revestiment epitelial.

## Ubicacions

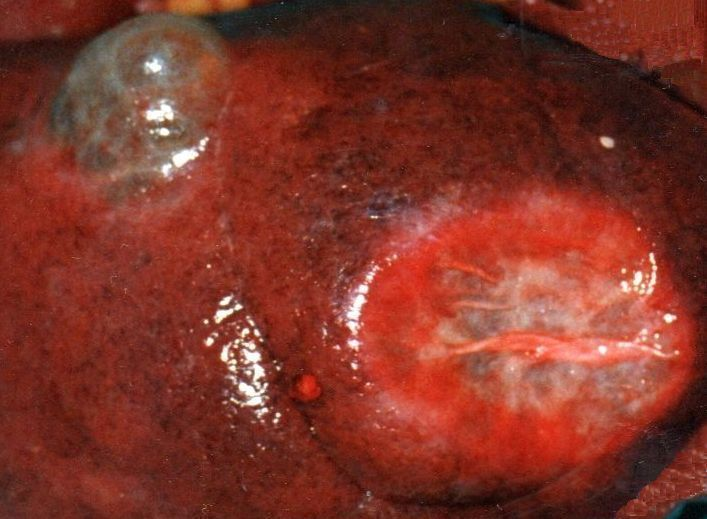
Quists renals subcapsulars simples.

Els quists poden aparèixer a qualsevol lloc del cos. Però els més comuns són els següents:

### Aparell genital femení
- Quist ovàric
- Quist de la trompa de Fal·lopi
- Quist de Bartholin

### Aparell genital masculí
- Quist d'epidídim

### Cap i coll
- Quist tiroglòs
- Quist de les cordes vocals

### Cutani i subcutani
- Quist pilonidal
- Quist sebaci
- Quist mucoide digital

### Tòrax
- Quist bronquial
- Quist mamari

### Abdomen
- Quist renal

### Sistema nerviós central
- Quist aracnoidal
- Quist de Tarlov

### Sistema musculoesquelètic
- Quist de Baker
- Quist mucoide digital